# قشلاق سيدلر ساري قوئي مرادلو (مقاطعة بيله سوار)
قشلاق سیدلر ساري قوئي مرادلو (بالفارسية: قشلاق سیدلری ساری قوئی مرادلو) هي منطقة سكنية تقع في إيران في أردبيل. يقدر عدد سكانها بـ 31 نسمة .